# Abbreviatuur

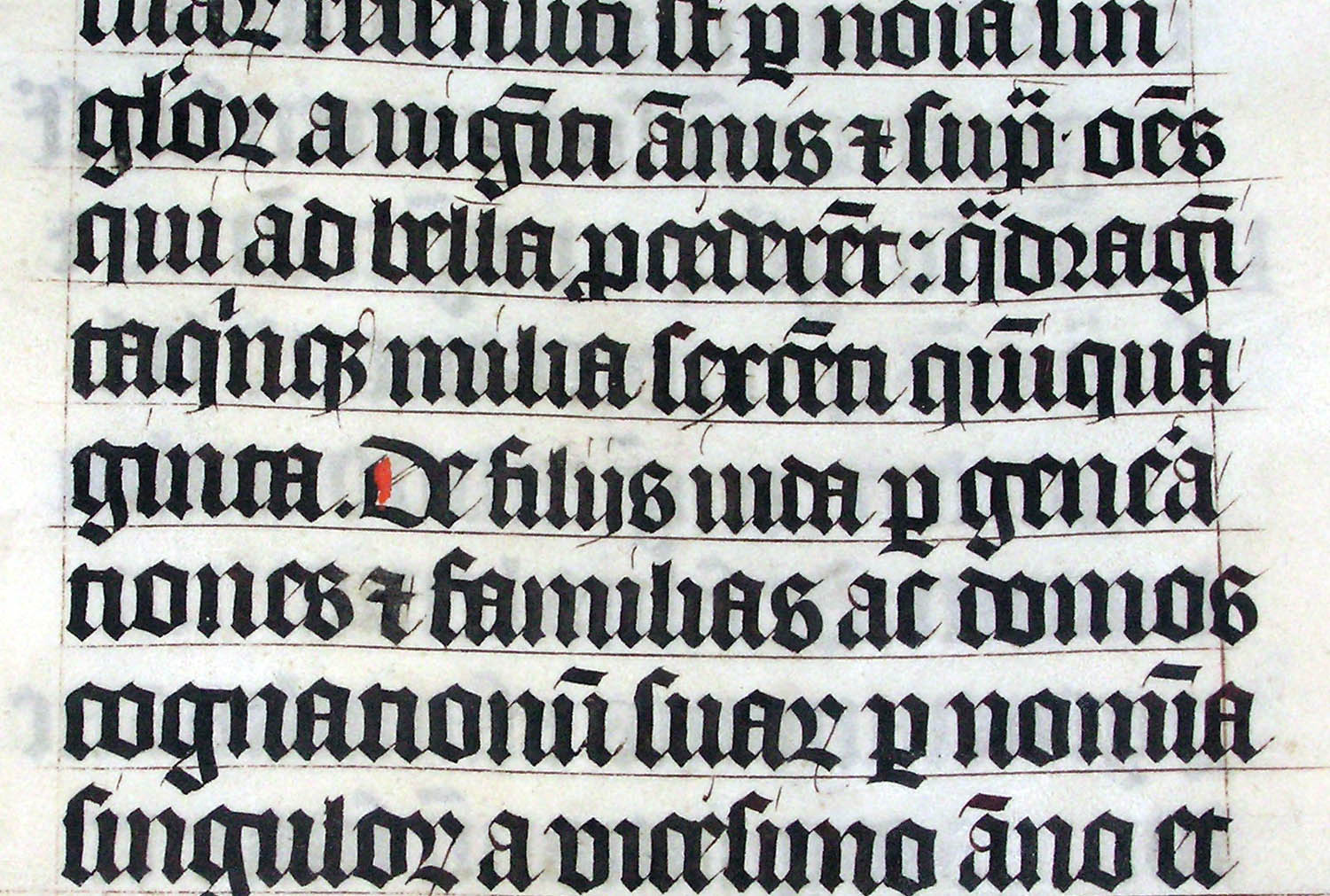
Voorbeeld van abbreviaturen in een Latijnse Bijbel. Numeri 1:24-26 luidt uitgeschreven:
suarum recensiti sunt per nomina sin//
gulorum a viginti annis et supra omnes//
qui ad bella procederent:(25) quadragin//
ta quinque milia sexcenti quinqua//
ginta. (26) De filiis Iuda per genera//
tiones et familias ac domos//
cognationum suarum per nomina//
singulorum a vicesimo anno et

Een abbreviatuur is een afkorting zoals die vaak gebruikt werd in middeleeuwse teksten.

## Geschiedenis
Bij het kopiëren of schrijven van teksten in de middeleeuwen werd vaak gebruikgemaakt van abbreviaturen of afkortingen. De reden hiervoor is tweeledig. Enerzijds werd de tekst die met de hand geschreven werd op het dure perkament daardoor aanzienlijk ingekort, zodat men meer tekst kon onderbrengen op het dure basismateriaal en de tekst sneller klaar was waardoor het productieproces goedkoper werd. Anderzijds leende het Latijn, de lingua franca in de vroege middeleeuwen, zich zeer goed tot het afkorten door het veelvuldig voorkomen van een aantal standaard lettergrepen op het einde van de woorden ten gevolge van de verbuigingen. Ook de vervoeging van de werkwoorden leidde tot standaard uitgangen. Aan het begin van het woord vinden we veel voorzetsels terug, zoals prae-, pro-, per-, inter- en sub-, die zich perfect lenen tot abbreviaturen. De antieke auteurs hadden de weg gewezen en al overvloedig gebruikgemaakt van afkortingen.
In de middeleeuwen nam het gebruik van afkortingen nog sterk toe ten opzichte van de antieke voorbeelden, om een hoogtepunt te bereiken tijdens de Karolingische renaissance. Toen men in de 13e eeuw begon te schrijven in de volkstaal werd het systeem van de Latijnse abbreviaturen aangepast aan de taal in kwestie en zo kreeg elke taal zijn eigen stel van abbreviaturen, aangepast aan het taaleigen.

## Soorten
Er zijn twee basistypes van afkortingen: 
1. afkapping of suspensie en 
2. samentrekking of contractie. Voor sommige afkortingen gebruikte men speciale symbolen om een (deel van een )woord te vervangen.
- Bij suspensie wordt dikwijls slechts het begin van het woord geschreven zoals co voor coninc of en voor ende. Soms wordt het woord herleid tot zijn beginletter zoals r voor ridder. Afkortingen die zich tot één letter beperken worden siglen genoemd. Suspensie kan ook per lettergreep worden toegepast en dan krijgt men afkortingen zoals pp voor p(ro)p(ter) en pcp voor p(rin)c(i)p(e).

- Bij contractie gaat men enkele letters uit het woord (of verschillende woorden) gebruiken om het geheel voor te stellen. De bekendste contracties zijn waarschijnlijk wel de afkortingen van de Godsnamen zoals IHC voor Jezus. Deze afkortingen zijn dan nog dikwijls gebaseerd op de Griekse spelling van de naam zoals XPC (chi-ro-sigma, ΧΡΣ) voor Christus.

Afkortingen door symbolen zijn meestal gebaseerd op het Tironiaans kortschrift (notae Tironianae), een soort stenografie ontwikkeld door Marcus Tullius Tiro de secretaris (vrijgelaten slaaf) van Cicero.

## Ontwikkeling
De afkortingen in de oudste Latijnse handschriften zijn suspensies (afkappingen), als we afzien van wetboeken, medische boeken en dergelijke gespecialiseerde geschriften. Voorbeelden van afkappingen zijn AVG voor Augustus en AVGG voor twee Augusti (twee keizers). Naast COSS voor Consules duo (twee consuls) schreef men ook wel CCSS. De afkortingen die het meest voorkomen zijn B· voor BUS en Q· voor QUE. Pas toen men de Bijbel uit het Grieks ging vertalen in het Latijn werden de afkortingen voor de nomina sacra (heilige namen), die een standaard praktijk waren in het Grieks, overgenomen in het Latijn, dikwijls in een gelatiniseerde Griekse vorm. In wezen waren dit geen echte afkortingen maar eerder een respectvolle symbolen voor de naam van God (voor meer detail hierover zie het artikel nomina sacra). In zeer vele handschriften van de 4e, 5e en 6e eeuw vinden we alleen de B· voor BUS en Q· voor QUE en de afkortingen voor de nomina sacra terug. Omdat toen niet veel anders dan religieuze werken geschreven werden, evolueerde de contractie tot de standaard abbreviatuur in de christelijke kalligrafische traditie en ging men afkorting ontwikkelen zoals DNS voor DOMINUS (Heer), SCS voor SANCTUS (Heilig), EPS voor EPISCOPUS (Bisschop) en PBR voor PRESBITER (Priester). 
Hetzelfde principe ging men toepassen voor begrippen als omnipotens (almachtig), ecclesia (kerk), saecula (eeuwen), gratia (genade) en dergelijke en tegen de 8e eeuw is de contractie de voornaamste vorm van afkorting geworden. Uit de gespecialiseerde handschriften zoals de wetboeken worden dan de afkortingen overgenomen voor voorzetsels die beginnen met P of Q (zie onder) en de macron om een ontbrekende M of N aan te duiden. Toen men begon te schrijven in de volkstaal, gebruikte men het systeem voor Latijn ook daar, zij het met aanpassingen. Een voorbeeld is het bijschrift (in spiegelschrift!) in het Italiaans bij de Vitruviusman van Leonardo da Vinci.

## Afkortingen

### in het Latijn
Er zijn duizenden Latijnse abbreviaturen. We beperken ons hier tot de meest voorkomende.
- macron boven een letter: een opvolgende letter m, n of soms i.
- tilde boven een letter: een ontbrekende (lettergreep met een) a.
- krul aan de eindletter (soms als een kleine geopende 9 in superscript): de uitgang -us.
- een gespiegelde C in subscript of kleine 9 voor het woord: com- of con-
- de yoch (ʒ): vaak de uitgang -et of -ue
- een soort 4 als subscript op het einde van een woord: -rum of -run.
- P
  - met een krul door de schacht: pro-
  - met een rechte streep door de schacht: per-, par- of por-
  - met een macron: pre-
  - met een tilde: pra-
  - met een superscript a of ‘‘i’’: pra- of pri-
- Q
  - met een krul door de schacht: quae-, qui- of quod-
  - met een rechte streep door de schacht: que-, quam- of quid-
  - met een macron: que-
  - met een tilde: qua- of quam-
  - met een superscript a, o of i: qua- of quo-
- et met apostrof: et cetera
- bijzondere symbolen: bijvoorbeeld een soort 7 of de ampersand voor et.

Voorbeelden:

### in het Middelnederlands
De meeste abbreviaturen in het Middelnederlands zijn, zoals gezegd, afgeleid van de afkortingen in het Latijn. De meest voorkomende zijn:
- tussen punten: In het Middelnederlands plaatst men de suspensie dikwijls tussen punten, dus coninc wordt geschreven als .co. en .r.  staat voor ridder.
- macron of tilde: zoals in het Latijn duidt dit meestal op een letter m of n die moet volgen. Soms ook gebruikt voor een ontbrekende i. Het wordt ook gebruikt om het voegwoord ende af te korten tot eñ
- apostrof of punt boven of achter de letter (soms voor), duidt op het weglaten van re of er, of afhankelijk van de context van ar of ra, of nog ri of ir. Voorbeelden hiervan zijn h‍̇e voor heer, d‍̇a voor daer, v̇bliden voor verbliden, ou̇hoghe voor ouerhoghe, rechtu̇diger wordt rechtuerdiger etc.
- de yoch (een soort 3 of een z met een staart) wordt in het Middelnederlands dikwijls gebruikt voor de uitgang -eit zoals in zaligh3 voor zaligheid.
- doorhaling of krul. Veel gebruikt bij de letter P. Met een doorhaling door de staart voor het afkorten van per-, par- of pro-. Bijvoorbeeld profeet wordt afgekort tot pfeet met een doorhaling van de schacht van de p. Zie ook de behandeling van p en q in het Latijn.
- superscriptie. Een voorbeeld hiervan uit de gebeden- en getijdenboeken is de A met superscript n, voor het woord amen.
- bijzondere symbolen. Voor populaire afkortingen worden soms bijzondere symbolen gebruikt zoals bijvoorbeeld voor ende (identiek aan het symbool voor et in het Latijn). In een getijdenboek zal men in de litanie dikwijls de afkorting b' tegenkomen ter vervanging van de tekst bid voor ons.

Men kan geen algemeen schema opstellen voor de abbreviaturen die gebruikt werden in het Middelnederlands. Ze variëren in de tijd maar zijn ook afhankelijk van de scribent die het boek schreef. In één manuscript is het niet uitzonderlijk om verschillende systemen van abbreviaturen naast elkaar tegen te komen.

## Weblinks
- (en)  University of Alberta: Paleography, Scribal Abbreviations
- (en)  Catholic Encyclopedia: abbreviaturen voor kerkelijk gebruik